# Viktor
Eric Thompson (ur. 4 grudnia 1980 w Grande Prairie w Albercie) – kanadyjski wrestler, który był najbardziej znany ze swoich występów WWE pod pseudonimem ringowym Viktor. Jest członkiem tag-teamu The Ascension, gdzie wraz z Konnorem jest byłym posiadaczem pasa NXT Tag Team Championship.

## Kariera profesjonalnego wrestlera

### Federacje niezależne (2001-2011)
Thompson rozpoczął swoją karierę w szkółce wrestlingu prowadzonej przez rodzinę Hartów – The Hart Dungeon. Jego trenerami byli Bruce i Ross Hart oraz Tokyo Joe. W 2001 roku rozpoczął pracę dla Stampede Wrestling pod pseudonimem "Bishop", który później został zmieniony na "Apocalypse" (czasami nazywano go też "Apoc"). W tejże federacji zdobył North American Heavyweight Championship i dwukrotnie International Tag Team Championship, z Harrym Smithem i Dave’em Swiftem. W późnym 2003 odbył tour z federacją New Japan Pro-Wrestling; walczył tam jako "The Shadow". W 2007 zadebiutował w Derby City Wrestling (DCW), w 30-Man Battle Royal, które ostatecznie został wygrane przez Electrico. Wraz z Alem Baronem wzięli udział w turnieju o DCW Tag Team Championship, lecz zostali pokonani przez Damiana Adamsa i Jamina Olivencię w pierwszej rundzie. W 2008 Apocalypse dostał się do finału turnieju o DCW Championship, lecz został w nim pokonany przez Big Cata. Przez resztę roku 2008 tworzył tag-teamy z Kharnem Alexandrem, Vaughnem Lilasem i Fangiem.
16 stycznia 2008 zadebiutował też w Ohio Valley Wrestling pod pseudonimem "Erik Doom" i przegrał walkę z Justinem LaRouchem. Doom przegrywał znaczną większość swoich pojedynków. Z czasem powrócił do pseudonimu "Apocalypse", jednak późną wiosną jego imię zmieniono na dotychczas rzadziej używaną, krótszą wersję pseudonimu – "Apoc". 21 maja przegrał walkę o OVW Heavyweight Championship z Nickiem Dinsmorem. Apoc połączył siły z Vaughnem Lilasem; we wrześniu zdołali oni wygrać OVW Tag Team Championship. Stracili pasy pod koniec października, na rzecz Scotta Cardinala i Dirty Money w "Championship vs $1000 Matchu". Po tej przegranej tag-team Apoca i Vaughna Lilasa rozpadł się, a byli partnerzy rozpoczęli rywalizować ze sobą o OVW Heavyweight Championship. Apoc odebrał Vaughnowi pas w lutym 2009 roku, lecz w kwietniu Vaughn odzyskał mistrzostwo. W 2010 Apoc walczył dla kanadyjskich federacji WFX Wrestling i Prairie Wrestling Alliance. Dwukrotnie mierzył się z Jackiem Sloanem o PWA Canadian Heavyweight Championship, jednak nie udało mu się zdobyć tytułu. W WFX utworzył ugrupowanie "The Brotherhood" z Kevinem Thorne’em i Gangrelem. Wraz z Thorne’em wzięli udział w turnieju o WFX Tag Team Championship, jednak odpadli w pierwszej rundzie. Rywalizował o PWA Mayhem Championship z Randym Myersem; 26 lipca 2010 pokonał go w 2 Out Of 3 Falls Matchu i zdobył mistrzostwo.

### WWE

#### Florida Championship Wrestling (2011–2012)
Thompson podpisał kontrakt z WWE w lutym 2011 roku i został przydzielony do ówczesnej rozwojówki WWE – Florida Championship Wrestling (FCW). 29 maja 2011 zadebiutował jako Rick Victor (debiut telewizyjny); połączył siły z Leo Krugerem i przegrał z Hunico i Epico. 31 lipca wyzwał Setha Rollinsa na pojedynek o FCW 15 Championship; ostatecznie przegrał walkę. W 2012 utworzył "stowarzyszenie" z Anti-Divas (Sofia Cortez i Paige). 16 czerwca 2012 pokonał Setha Rollinsa w walce o FCW Florida Heavyweight Championship, lecz natychmiast przegrał tytuł w następnej walce z Bo Dallasem. 13 lipca pokonał Dallasa i po raz drugi zdobył FCW Florida Heavyweight Championship. Tydzień później stracił pas na rzecz Richiego Steamboata. 28 lipca, w drużynie z Bradem Maddoxem, zdobył Florida Tag Team Championship.

#### NXT (2012)

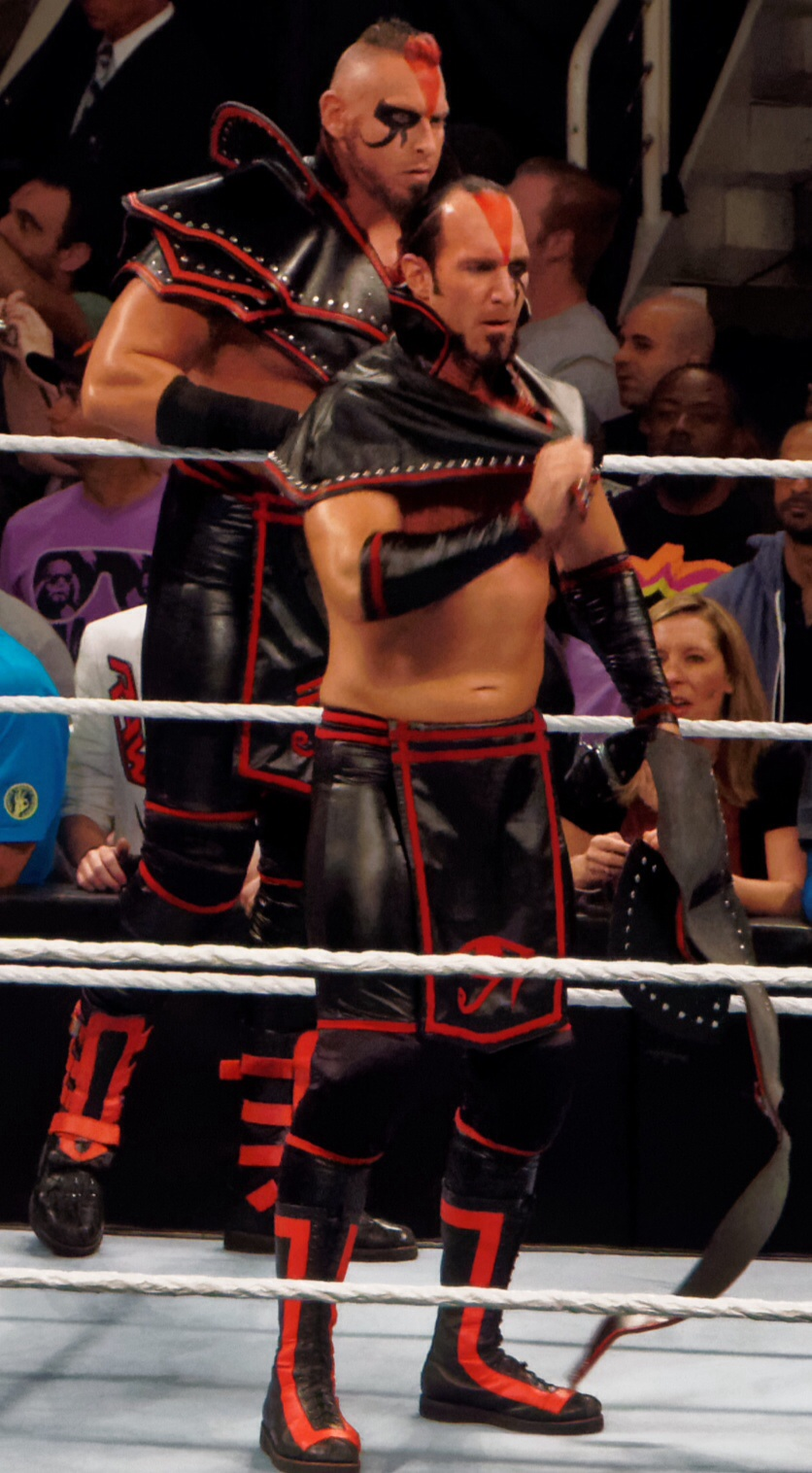
Viktor i Konnor, jako The Ascension, w marcu 2015

Rick Victor zadebiutował w NXT 20 czerwca 2012, kiedy to WWE przemieniło FCW w NXT; tego dnia przegrał w walce z Bo Dallasem. 12 września skonfrontował się z mistrzem NXT, Sethem Rollisem i uderzył go w policzek. Rollins pokonał Victora tydzień później.

#### The Ascension (od 2013)
5 czerwca 2013 Rick Victor dołączył do Conora O’Briana tworząc The Ascension. 2 października zdobyli NXT Tag Team Championship; pokonali ówczesnych mistrzów Adriana Neville’a i Coreya Gravesa. W listopadzie pseudonimy Ricka Victora i O’Briana zostały zmienione na "Viktor" i "Konnor". Ascension obroniło tytuły przeciwko Too Cool oraz El Localowi i Kalisto. W głównym rosterze pierwszy raz pokazali się 9 września 2014, na Main Event; pokonali Los Matadores. Na NXT TakeOver: Fatal 4-Way utracili pasy mistrzowskie na rzecz The Lucha Dragons.
12 grudnia na SmackDown WWE zaczęło wypuszczać winiety zapowiadające debiut The Ascension w głównym rosterze. Ostatecznie zadebiutowali na Raw, 29 grudnia 2014 roku i pokonali The Miza i Damiena Mizdowa. Pierwszą większą wygraną The Ascension była wygrana walka z New Age Outlaws na Royal Rumble w styczniu 2015. Pierwszą przegraną w głównym rosterze odnotowali w walce przeciwko Prime Time Players, 23 lutego. Na WrestleManii 31 Konnor i Viktor wzięli udział w André The Giant Memorial Battle Royal, jednak żadnemu z nich nie udało się go wygrać. W maju rozpoczęli rywalizację z Macho Mandowem i Curtisem Axelem; pokonali ich na gali Payback. Wzięli udział w Elimination Chamber Tag Team Matchu o pasy WWE Tag Team Championship na gali Elimination Chamber, jednak nie udało im się zdobyć tytułów.
3 września 2015 na SmackDown zaatakowali Neville’a, podczas jego wejścia na ring przed walką ze Stardustem. Spowodowało to połączenie sił The Ascension ze Stardustem i utworzenie grupy The Cosmic Wasteland. Na Night of Champions Cosmic Wasteland pokonało Neville’a i Lucha Dragons. Na Survivor Series, w drużynie z The Mizem i Bo Dallasem, przegrali Traditional Survivor Series Elimination Match przeciwko The Dudley Boyz, Nevillowi, Titusowi O’Neilowi i powracającemu Goldustowi. 11 lutego 2016 na SmackDown The Cosmic Wasteland zostało pokonane przez Neville’a i Lucha Dragons. Na Raw, 22 lutego, The Ascension przegrało starcie drużynowe z The Usos. Na WrestleManii 32, Victor wziął udział w André the Giant Memorial Battle Royalu, lecz nie wyszedł z niego zwycięsko.
W lipcu, w wyniku WWE Draftu, The Ascension stało się częścią brandu SmackDown.  W pre-show gali SummerSlam, The Ascension wzięło udział w 12-osobowym tag team matchu, gdzie ich drużyna poniosła porażkę. Wzięli udział w turnieju wyłaniającym pierwszych posiadaczy WWE SmackDown Tag Team Championship, lecz zostali wyeliminowani w pierwszej rundzie przez The Usos. Podczas pre-show gali No Mercy, Ascension i The Vaudevillains przegrali z The Hype Bros i American Alpha. 25 października na odcinku SmackDown, The Ascension wzięło udział w walce kwalifikującej do drużyny tag-teamowej SmackDown na Survivor Series, lecz przegrali z The Hype Bros.

## Mistrzostwa i osiągnięcia
- Florida Championship Wrestling
  - FCW Florida Heavyweight Championship (2 razy)
  - FCW Florida Tag Team Championship (1 raz) – z Bradem Maddoxem
- Ohio Valley Wrestling
  - OVW Heavyweight Championship (2 razy)
  - OVW Southern Tag Team Championship (1 raz) – z Vaughnem Lilasem
- Prairie Wrestling Alliance
  - PWA Heavyweight Championship
  - PWA Mayhem Championship
- Pro Wrestling Illustrated
  - PWI umieściło go na 128. miejscu w top 500 wrestlerów rankingu PWI 500 w 2014
- Stampede Wrestling
  - Stampede North American Heavyweight Championship (1 raz)
  - Stampede Wrestling International Tag Team Championship (2 razy) – z Dave’em Swiftem i Harrym Smithem
- WWE NXT
  - NXT Tag Team Championship (1 raz) – z Konnorem